# Reinhold Kukla
Reinhold Kukla (* 11. Mai 1877 in Laibach; † 17. November 1965 in Sankt Gallen, Steiermark) war ein österreichischer Landschafts- und Tiermaler.

## Leben und Werk
Kukla studierte in den Jahren von 1893 bis 1897 an der Akademie der bildenden Künste in Wien, seine Lehrer waren Franz Rumpler, Eduard Peithner von Lichtenfels und Christian Griepenkerl. Danach besuchte er die Meisterschule für Landschaftsmalerei in Wien (bis 1902). 1923 wurde er Mitglied des Wiener Künstlerhauses, wo er 1930 den Ehrenpreis (Wiener Volkspreis) des leitenden Ausschusses des Künstlerhauses erhielt. Im selben Jahr wurde er auch Mitglied der Genossenschaft Bildender Künstler in Wien. 1952 wurde Kukla mit dem Goldenen Lorbeer des Wiener Künstlerhauses ausgezeichnet.